# فردریک لیتون
فردریک لیتون (انگلیسی: Frederic Leighton, 1st Baron Leighton؛ ۳ دسامبر ۱۸۳۰ – ۲۵ ژانویهٔ ۱۸۹۶) نقاش ومجسمه‌ساز اهل بریتانیا بود.

## جوایز
وی برنده جوایزی همچون جایزه بزرگ رم شده‌است. فردریک لیتون که از افسران لژیون دونور بود، دریافت‌کننده جایگاه بارونت و لقب شوالیه در بریتانیا است.

## نگارخانه

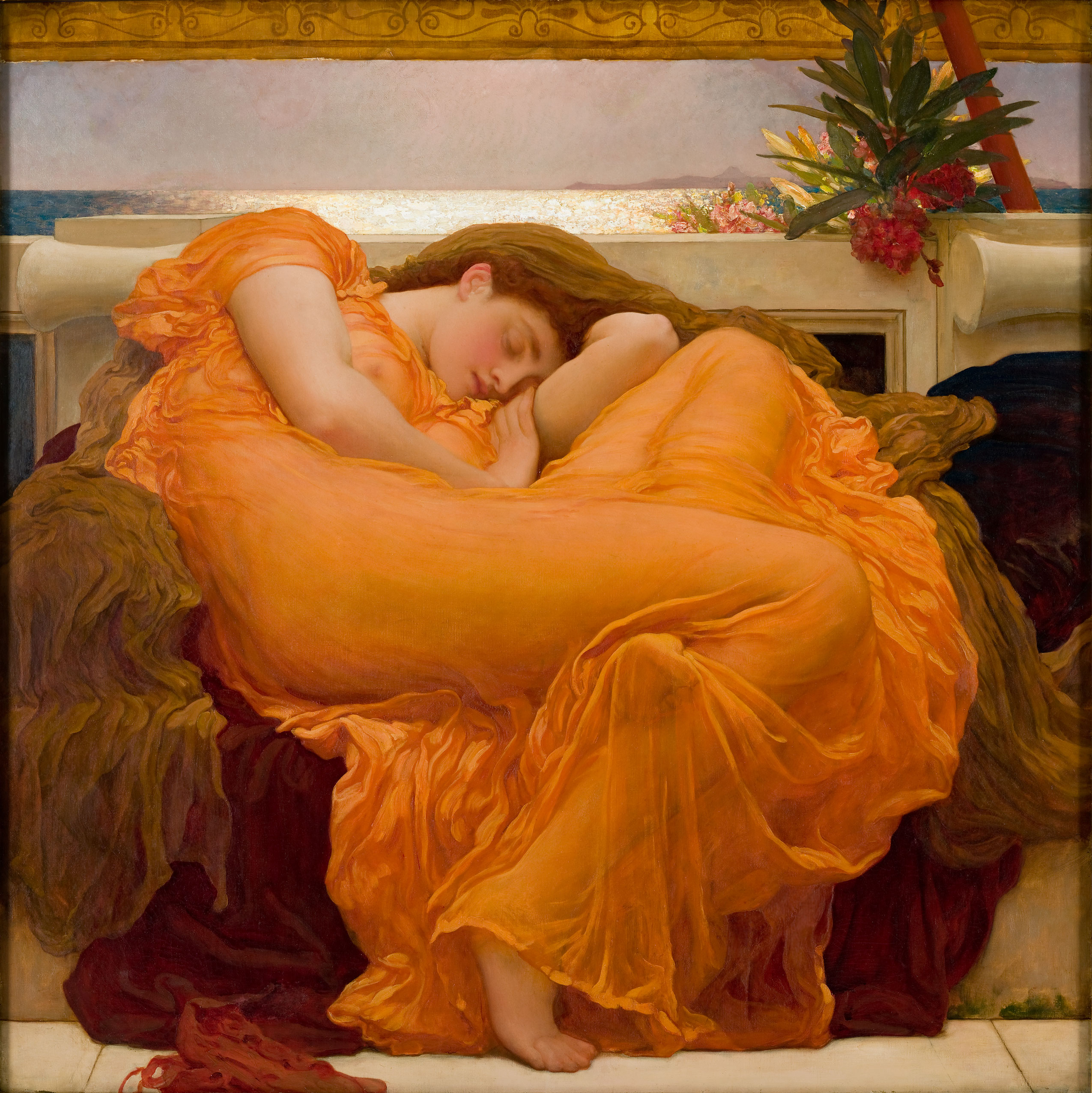
ژوئن سوزان اثر فردریک لیتون، ۱۸۹۵
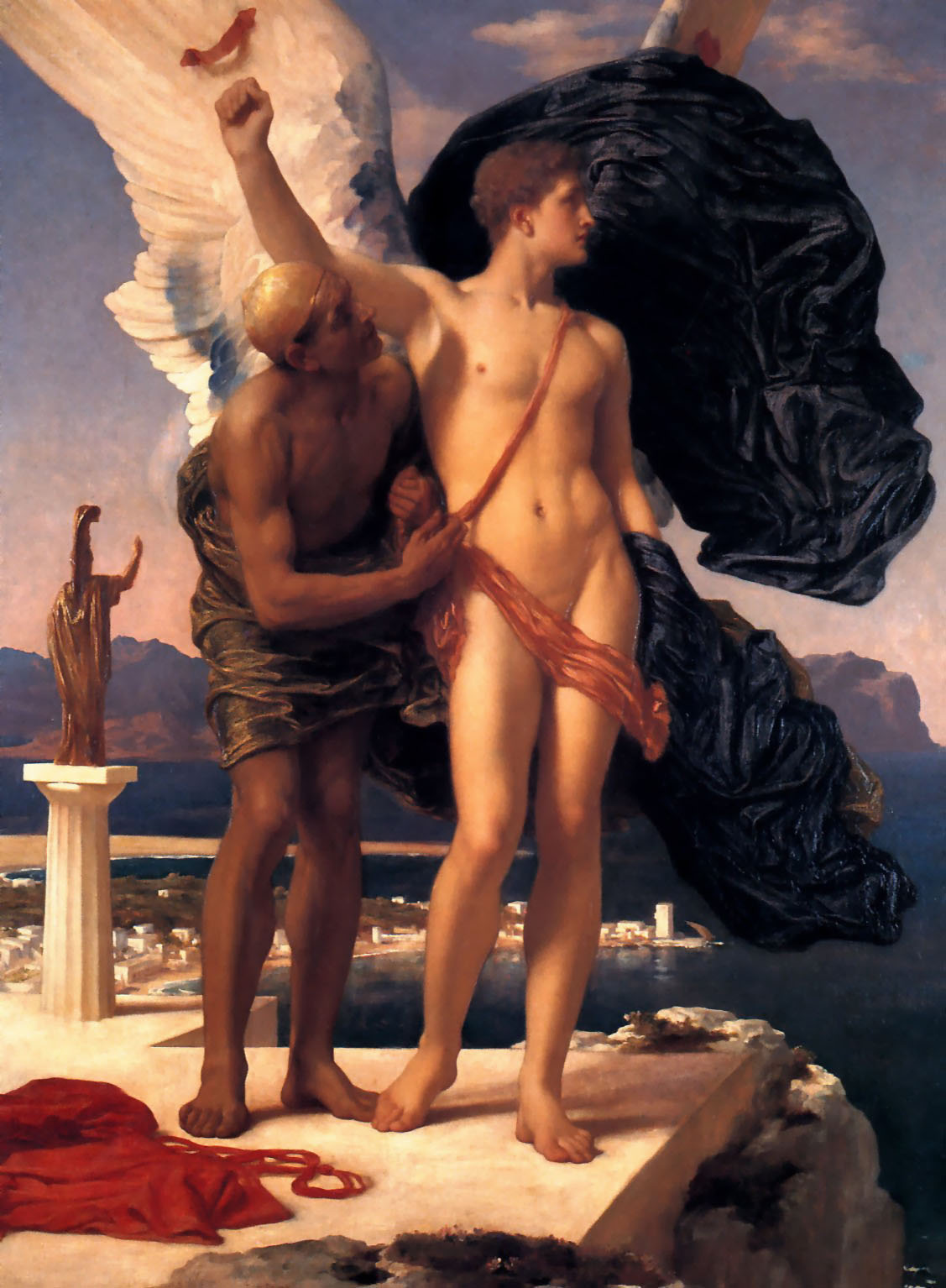
ایکاروس و دایدالوس
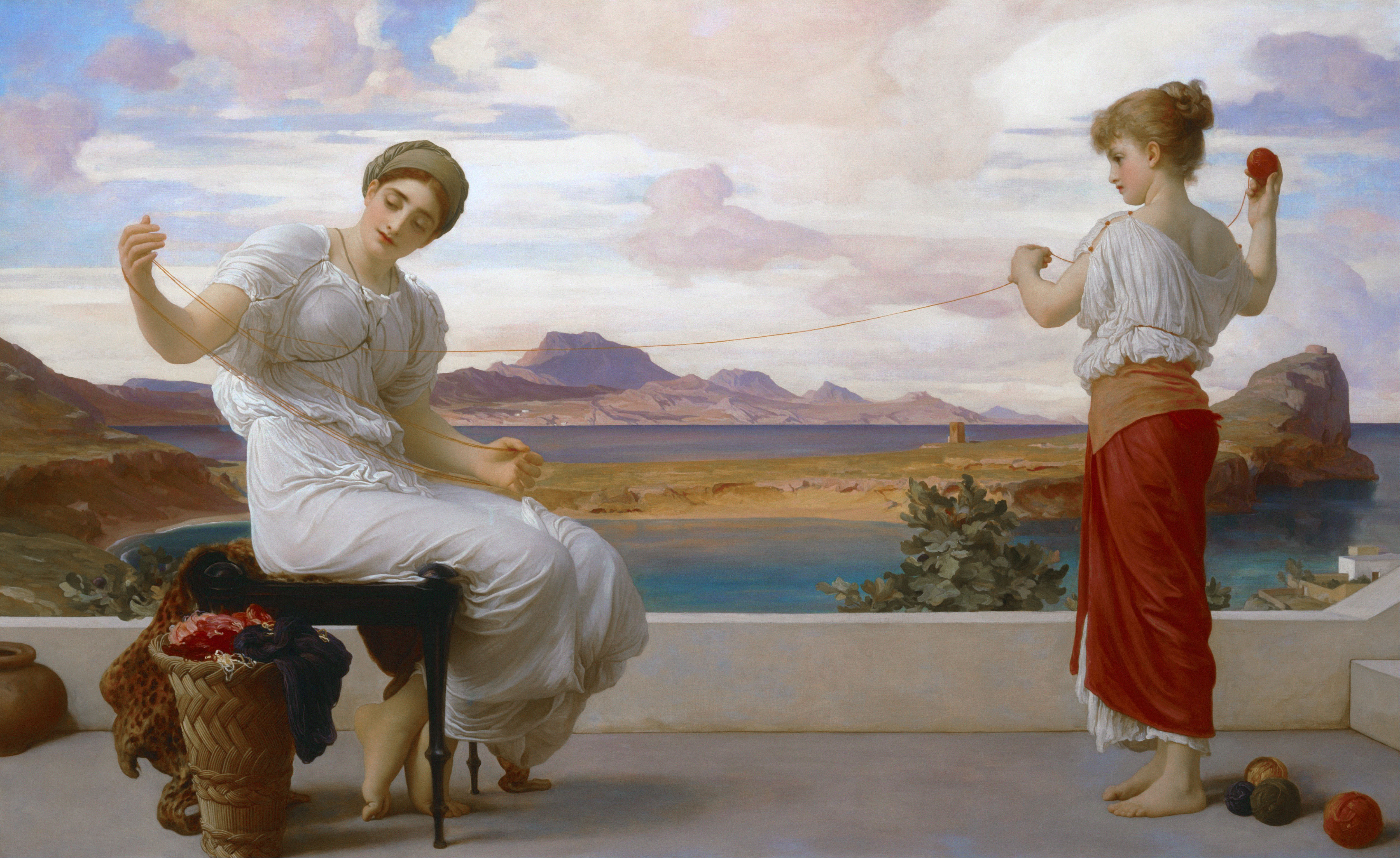
بازکردن گلولهٔ نخ پشمی حوالی ۱۸۷۸ م. نگارخانه نیو ساوت ولز
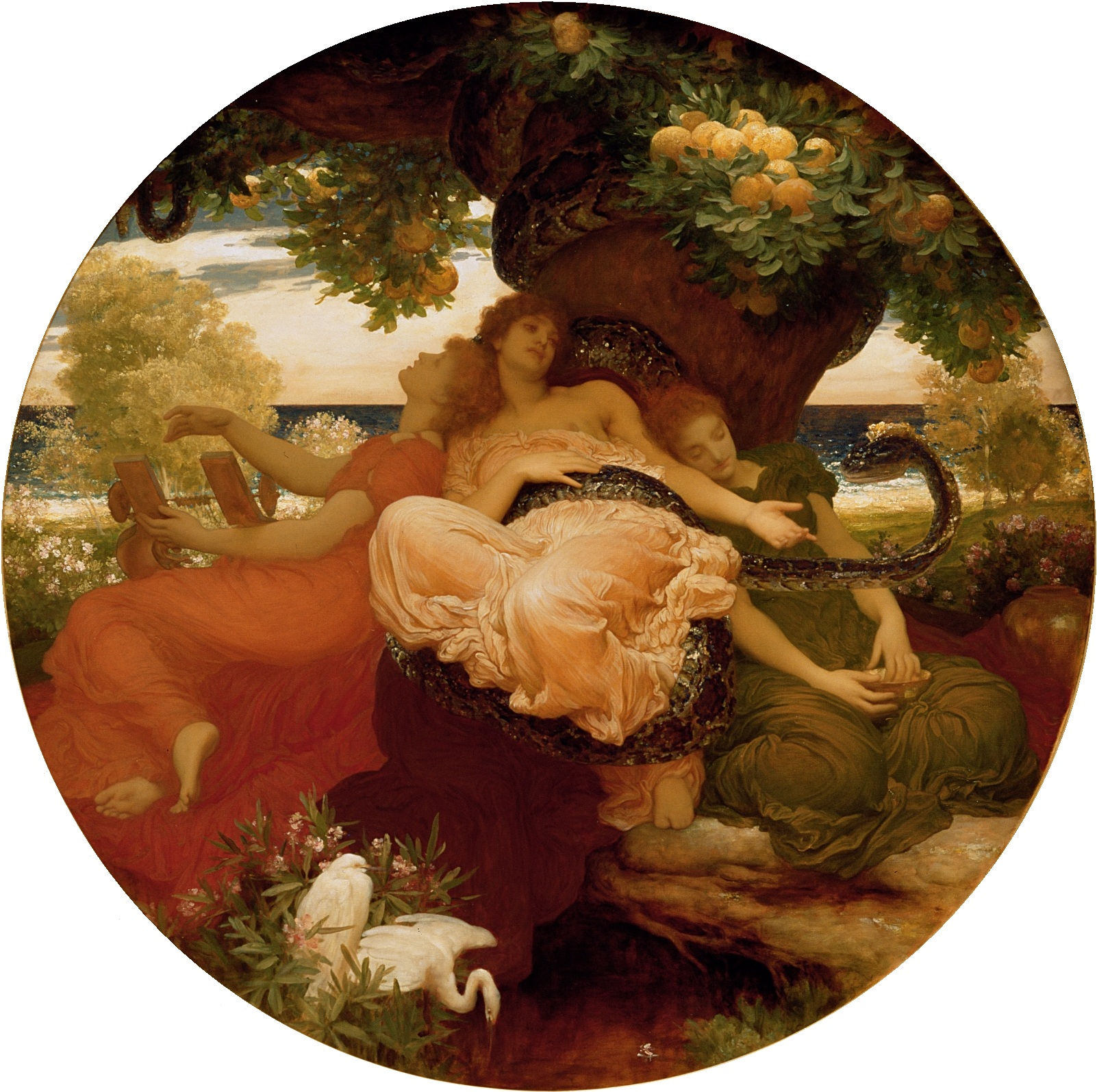
The Garden of the هسپریدس, oil on canvas painting, 1892, Lady Lever Art Gallery
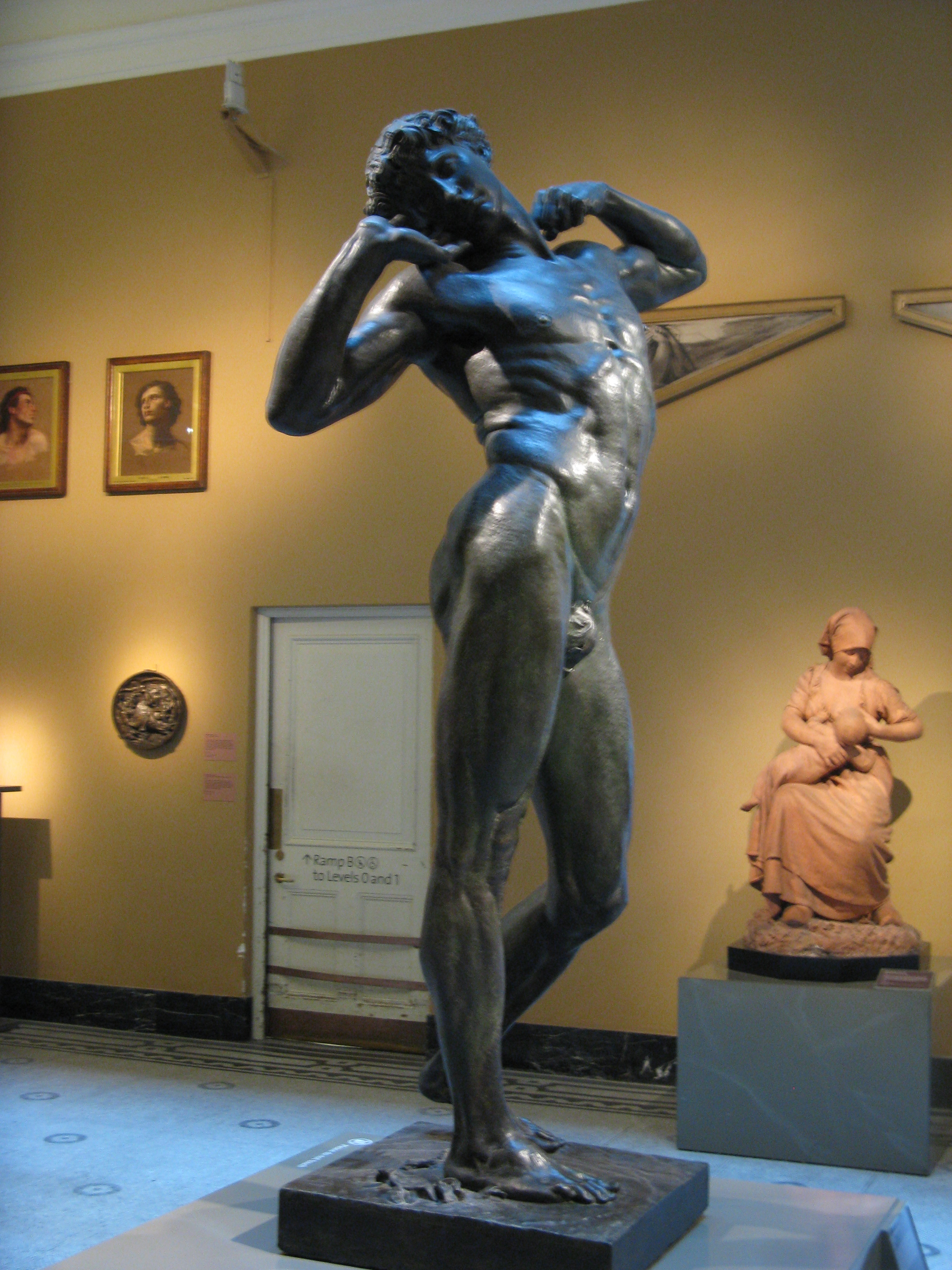
The Sluggard
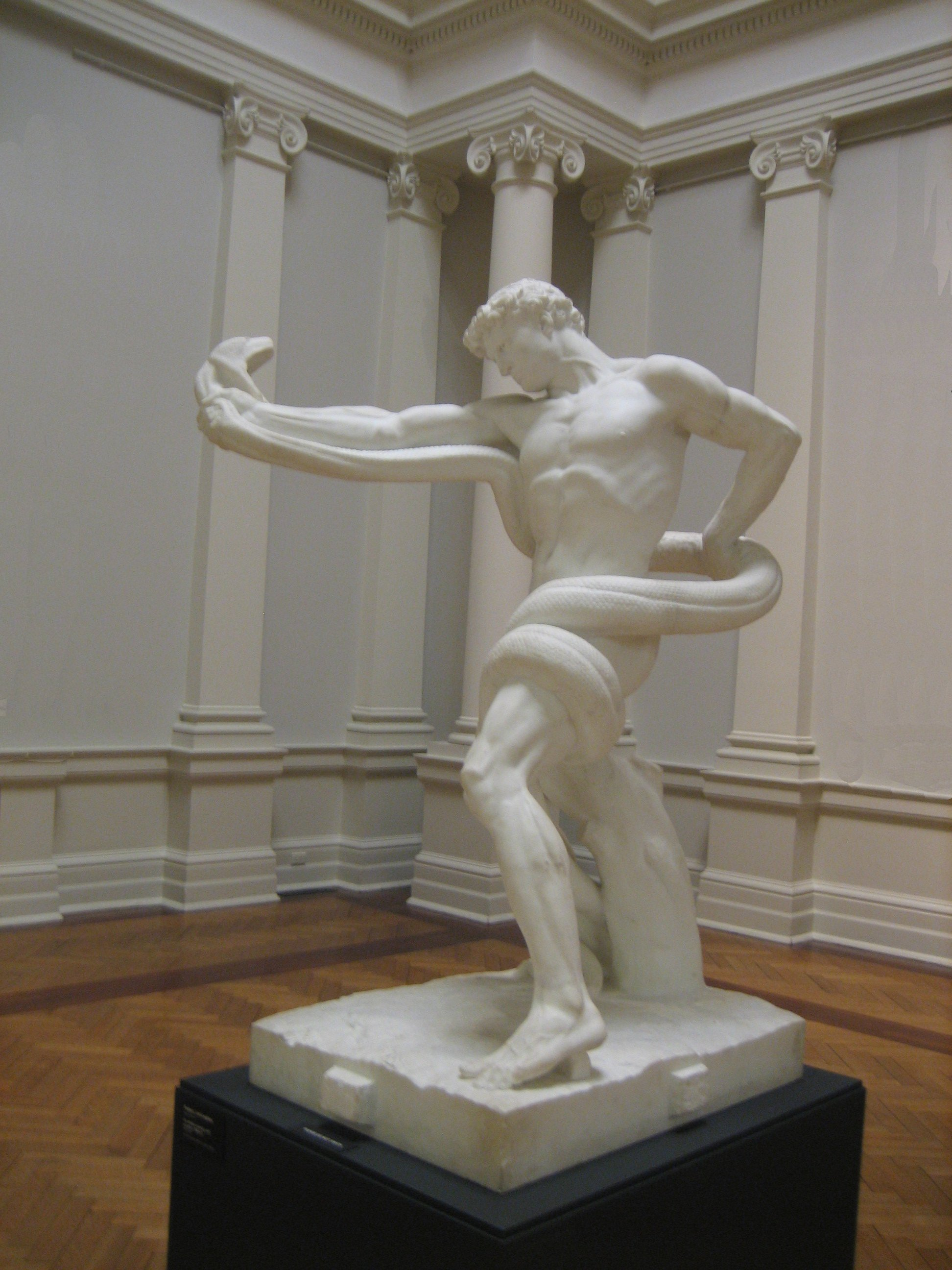
Athlete wrestling with a Python, white marble sculpture, 1888–1891, Art Gallery of New South Wales
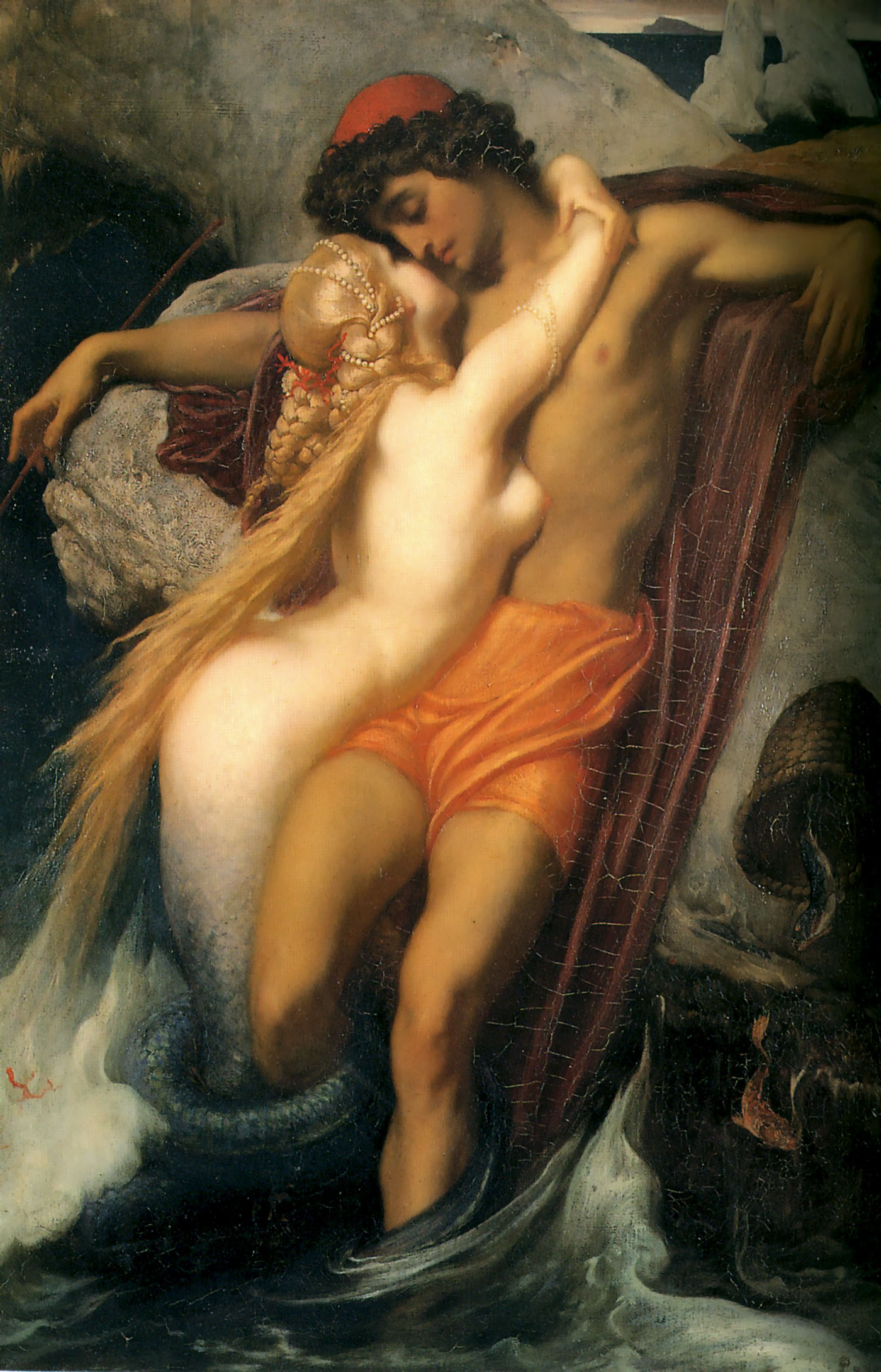
The Fisherman and the Syren, c.1856–1858, private collection
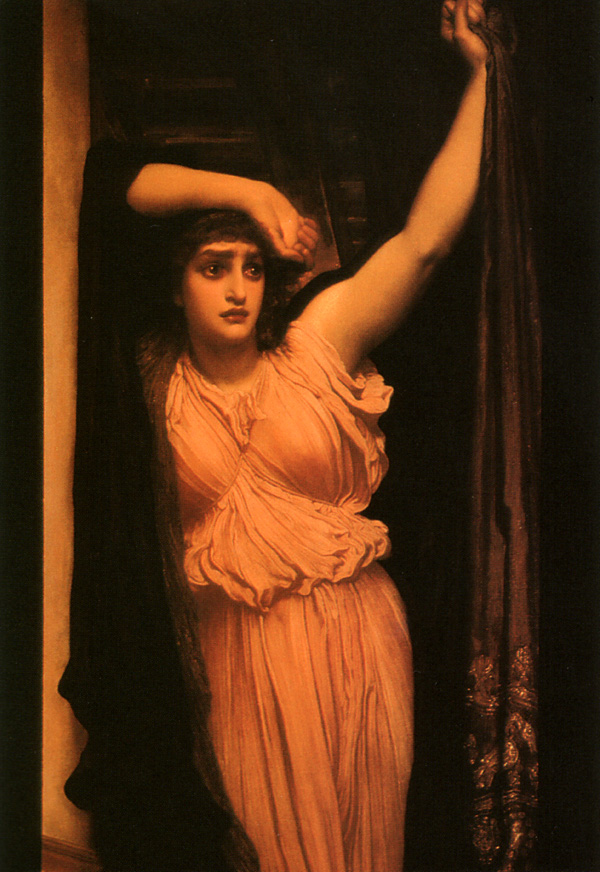
The Last Watch of لئاندر
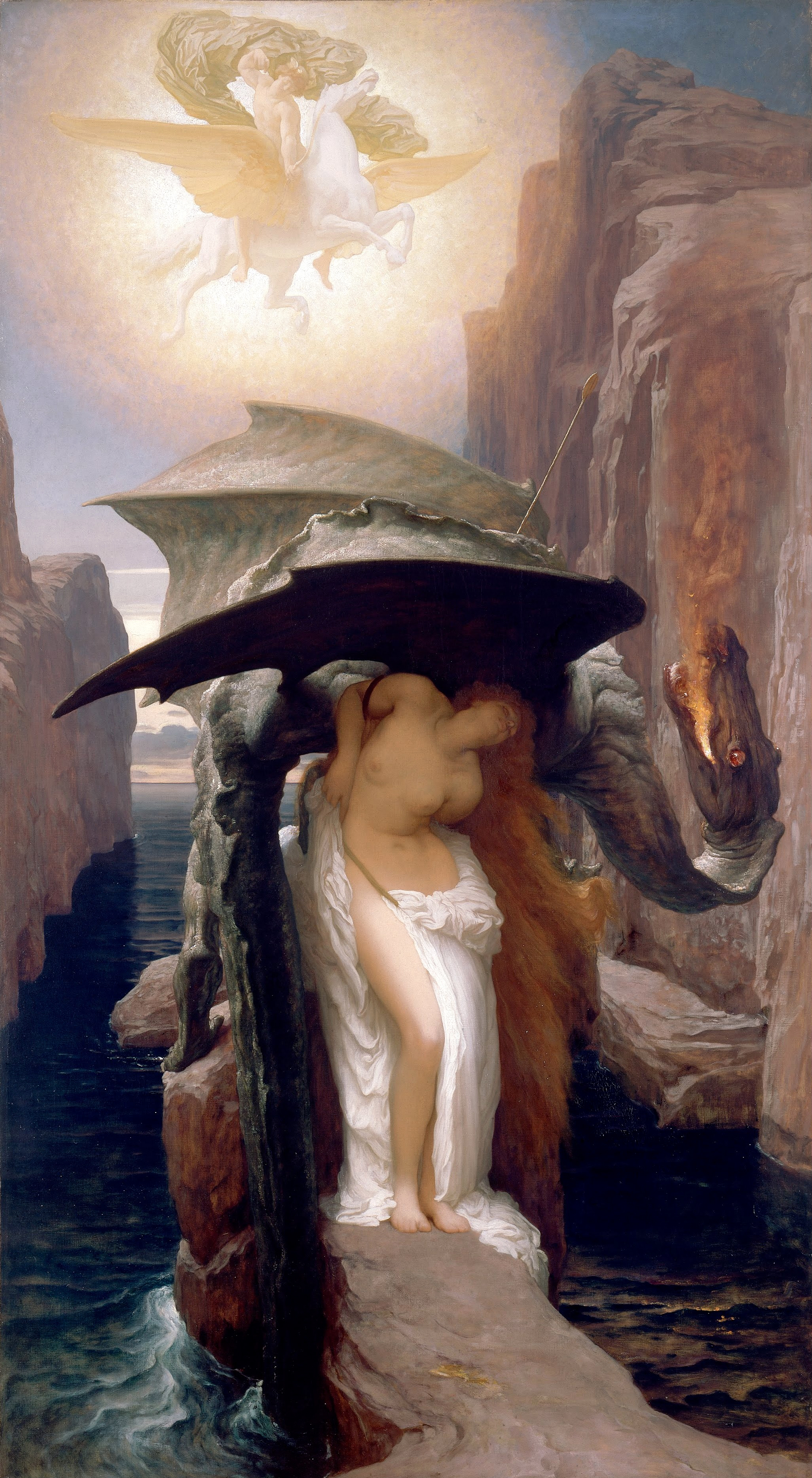
Perseus and Andromeda, 1891, Walker Art Gallery, Liverpool.
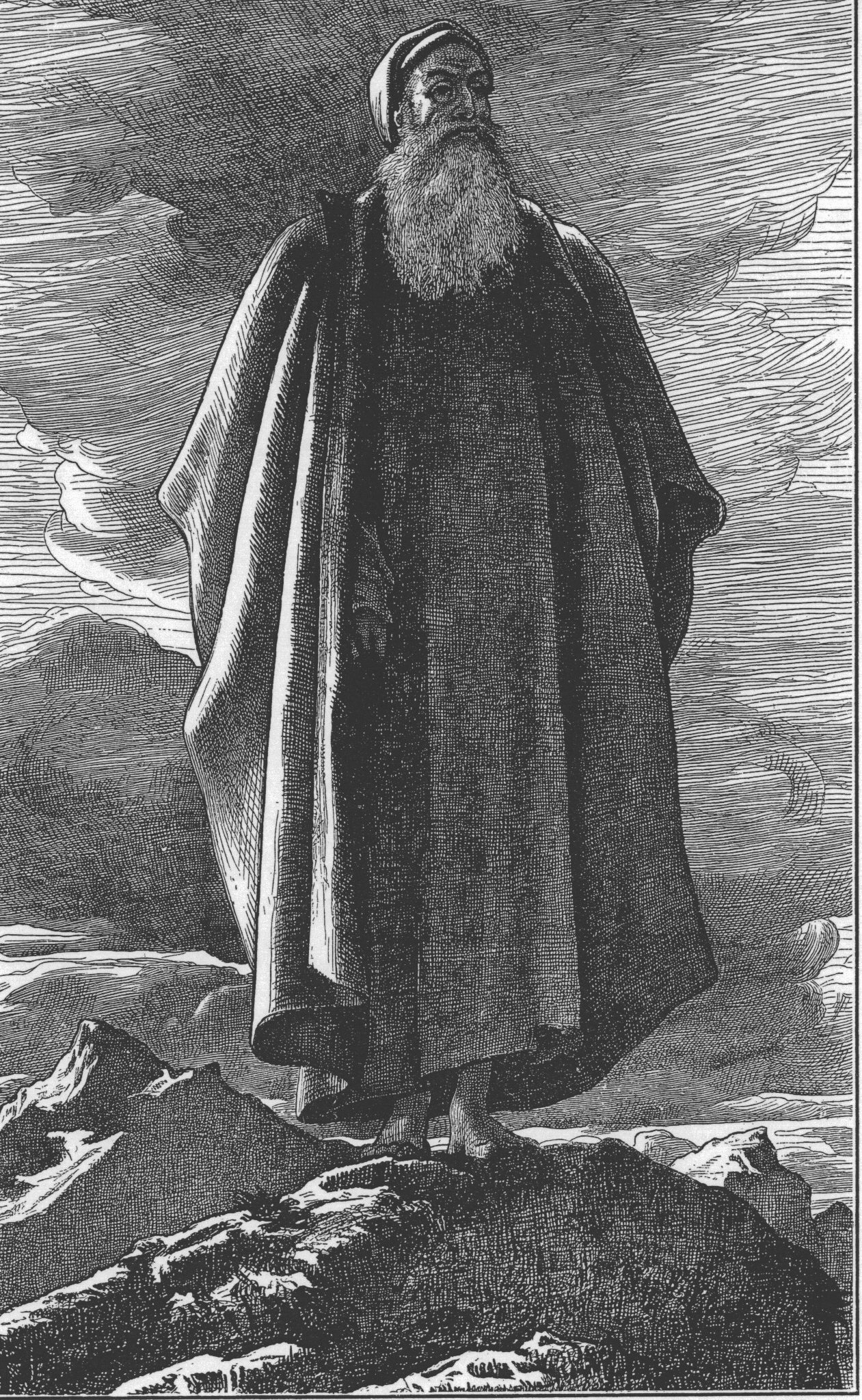
موسی views the Promised Land
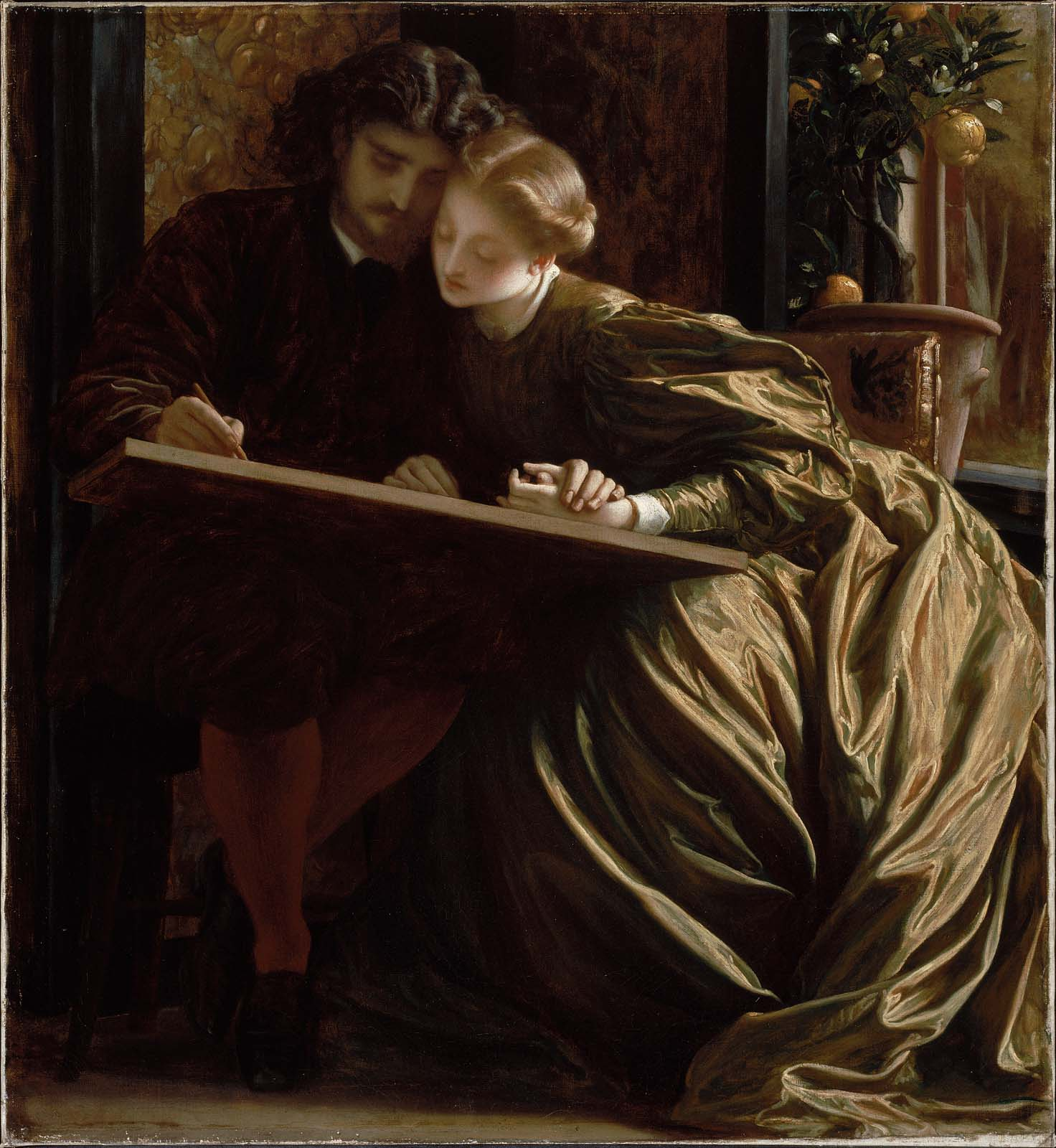
The Painter's Honeymoon, 1864
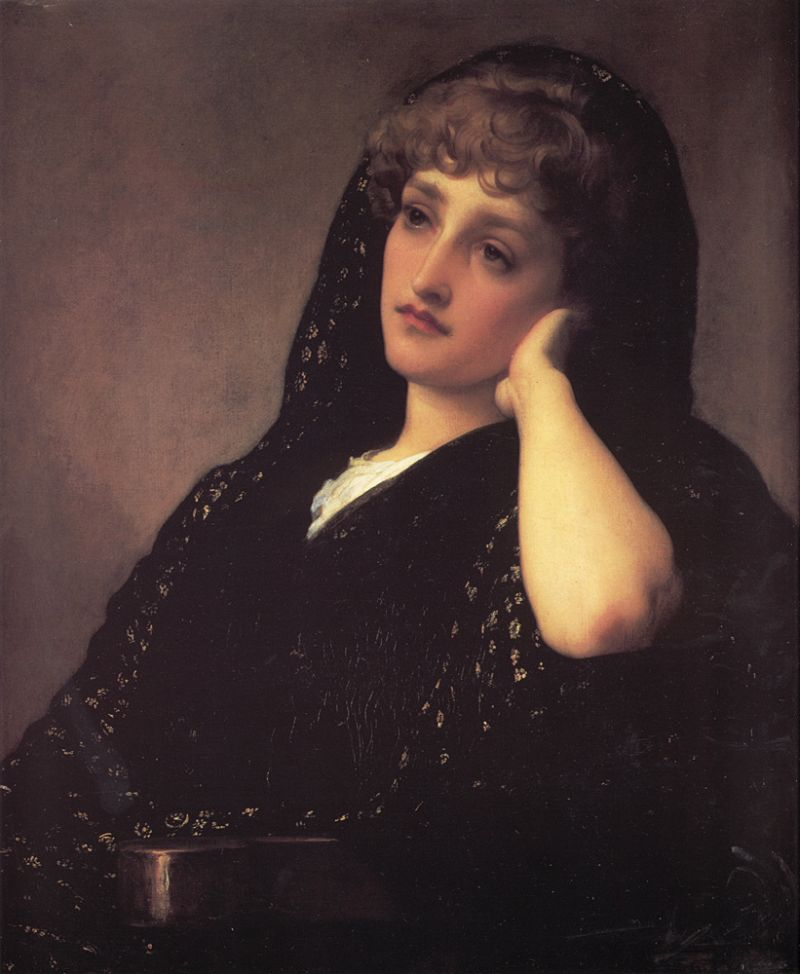
Memories, 1883
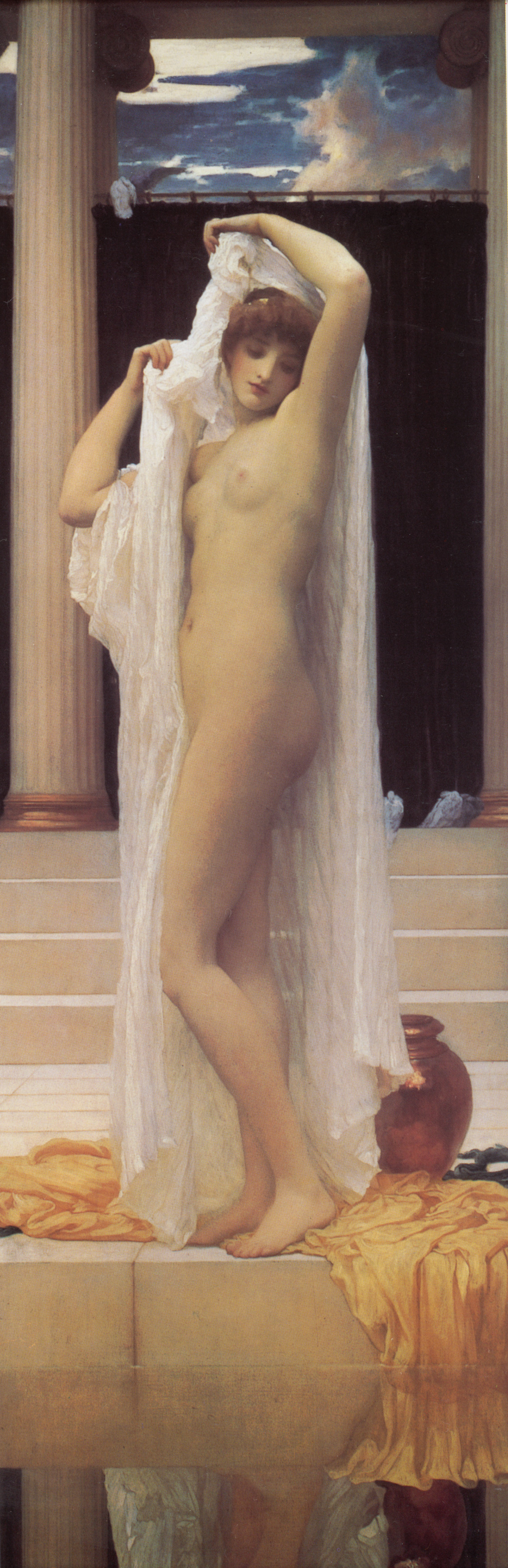
The Bath of Psyche, 1879
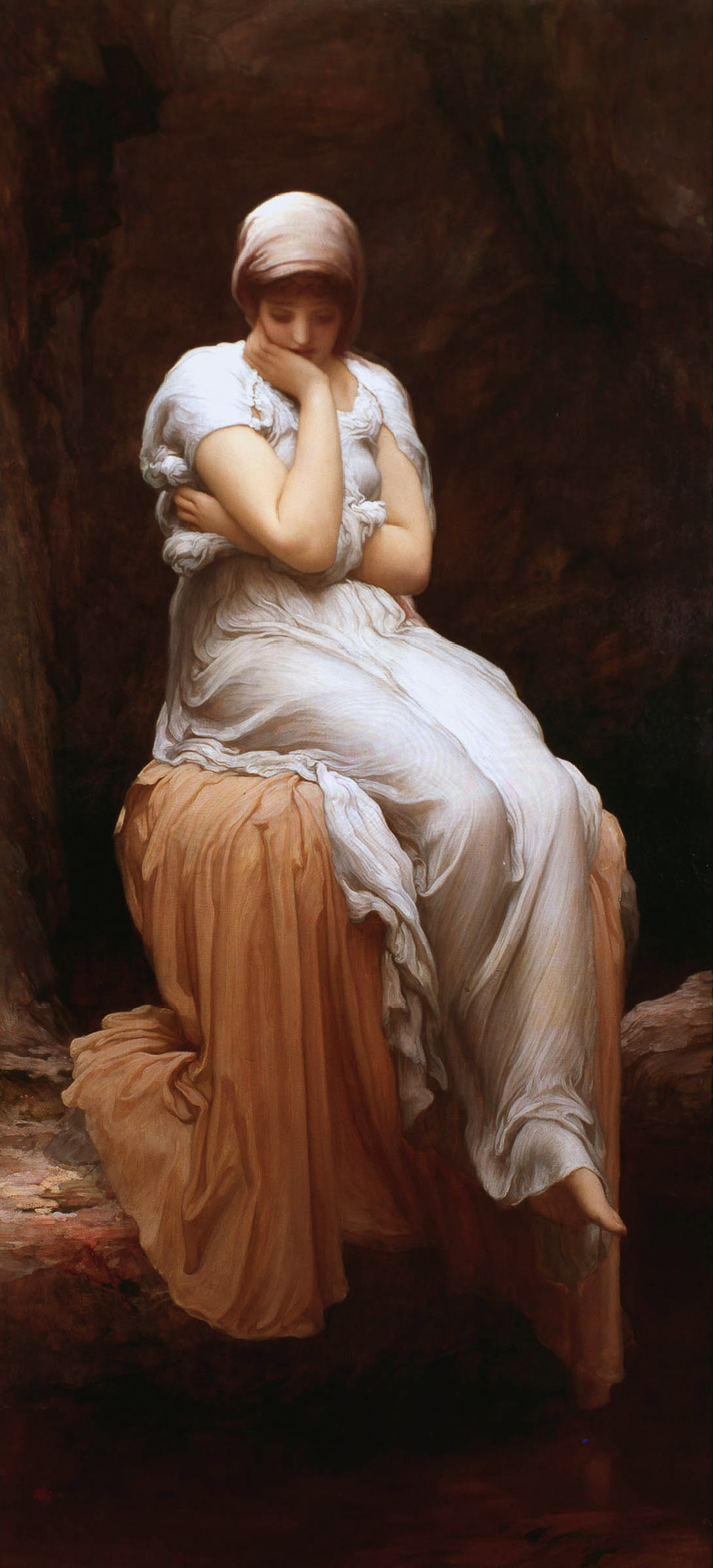
تنهایی
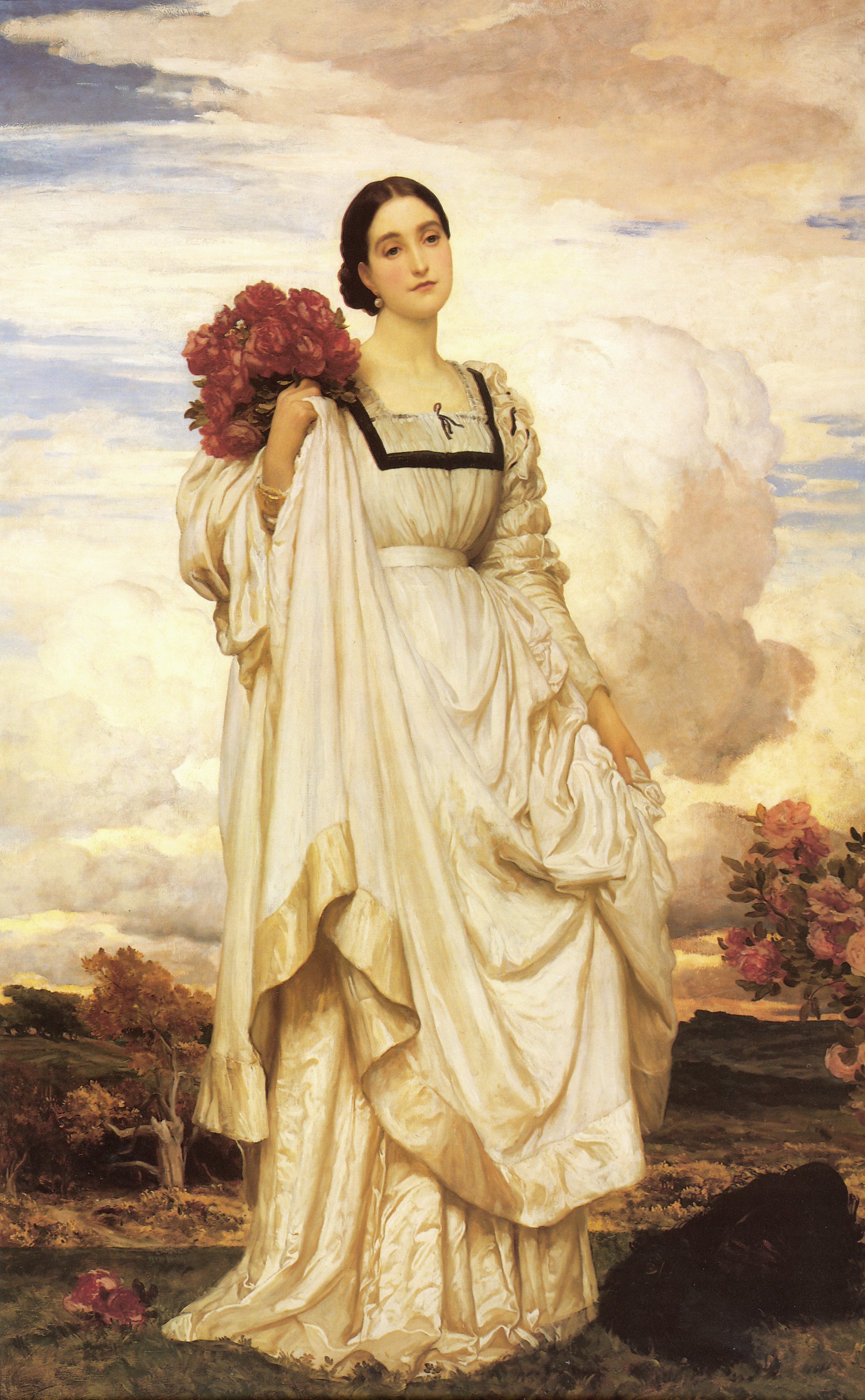
آدلاید همسر ارل سوم